# Frank Caprio (juiz)
Francesco "Frank" Caprio (Providence, 23 de novembro de 1936 - Providence, 20 de agosto de 2025) foi um juiz municipal chefe em Providence, Rhode Island e o ex-presidente do Conselho de Governadores de Rhode Island. O seu trabalho judicial foi televisionado no programa de televisão Caught in Providence. Ele também fez aparições na série Parking Wars lidando com vários casos de infrações de trânsito no seu tribunal.
Em 2017, alguns vídeos a mostrar casos no seu tribunal ficaram virais, com mais de 15 milhões de acessos. Em 2019, as visualizações de Caught in Providence estavam perto de 100 milhões desde 2015 e um vídeo compartilhado no Pulptastic teve 43,6 milhões de visualizações no YouTube.

## Infância e educação
Frank Caprio nasceu no bairro ítalo-americano de Federal Hill, Providence, o segundo mais velho dos três filhos de Antonio Caprio, um pai imigrante de Teano, Itália, e Filomena Caprio, uma mãe ítalo-americana de Providence cuja família havia imigrado de Nápoles, Itália. O seu pai trabalhava como caixeiro-viajante de frutas e leiteiro.
Frank Caprio frequentou as escolas públicas de Providence, enquanto trabalhava como lavador de pratos e engraxador. Ele formou-se na Central High School, onde conquistou o título estadual de luta livre em 1953. Ele obteve o diploma de bacharel pelo Providence College. Depois de se formar, ele começou a lecionar para o governo americano na Hope High School em Providence, Rhode Island. Enquanto lecionava na Hope High School, Caprio frequentou a escola noturna Suffolk University School of Law em Boston. Posteriormente, ingressou na profissão de advogado. Frank Caprio também serviu na Rhode Island Army National Guard de 1954 a 1960, servindo em Camp Varnum em Narragansett e em Fort Indiantown Gap na Pensilvânia.

## Morte
Frank Caprio faleceu no dia 20 de agosto de 2025 em Providence, Rhode Island após sofrer uma piora em seu quadro de saúde, já que vinha sofrendo de um câncer de pâncreas desde 2023. Um dia antes de sua morte, pediu orações nas redes sociais, alegando que sofreu uma recaída em seu quadro de saúde. 

## Carreira
Frank Caprio foi eleito para o Conselho Municipal de Providence em 1962 e serviu até 1968. Ele foi eleito Delegado à Convenção Constitucional de Rhode Island em 1975 e foi eleito Delegado a cinco Convenções Nacionais Democráticas. Ele atuou como presidente do Conselho de Governadores para Educação Superior de Rhode Island, que controla as principais decisões da Universidade de Rhode Island, do Rhode Island College e do Community College de Rhode Island. Desde 1985 ele atuou como Juiz do Tribunal Municipal de Providence. Partes do processo que ele presidiu, com citações de baixo nível, foram exibidas por mais de duas décadas na televisão local. Em 24 de Setembro de 2018, o programa Caught in Providence começou a ser distribuído ao nível nacional. O programa foi renovado para uma segunda temporada em Janeiro de 2019.
Frank Caprio também é sócio do Coast Guard House Restaurant em Narragansett, Rhode Island.

## Alcance da comunidade
Na Suffolk University School of Law, Caprio fundou o Fundo de Bolsas Antonio “Tup” Caprio. Esta bolsa, que leva o nome do pai do juiz, que cursou apenas a quinta série, é para estudantes de Rhode Island que estão comprometidos em melhorar o acesso aos serviços jurídicos nos bairros centrais urbanos de Rhode Island. Ele também criou bolsas de estudo no Providence College, na Suffolk Law School e para graduados da Central High School, em homenagem ao seu pai.
Frank Caprio esteve envolvido na Boys Town of Italy, no Nickerson House Juvenile Court e no Rhode Island Food Bank. Em 1983, foi co-presidente da Fundação da Estátua da Liberdade de Rhode Island (angariação de fundos para a restauração da Estátua da Liberdade e da Ilha Ellis). O juiz também foi membro do Conselho de Regentes da Educação Elementar e Secundária e do Conselho de Educação do Governador do Pré-K ao 16º. Ele é membro do Conselho de Presidentes do Providence College.

## Prémios e honras
Frank Caprio foi titulado Doutor Honorário em Direito por sua alma mater Suffolk University Law School em 1991 e Providence College em 2008, e também foi titulado Doutor Honoris Causa em Serviço Público da Universidade de Rhode Island em 2016. Em Agosto de 2018, Frank Caprio recebeu o prémio Producer's Circle Award no Rhode Island International Film Festival.

## Vida pessoal
Frank Caprio foi casado com Joyce E. Caprio por mais de 50 anos. Eles têm cinco filhos juntos, incluindo: Frank T. Caprio, David Caprio, Marissa Caprio Pesce, John Caprio e Paul Caprio. Eles também têm sete netos e dois bisnetos. Um grande fã do Boston Red Sox, Frank Caprio fez o primeiro arremesso cerimonial em 25 de Julho de 2019, no Fenway Park, quando o Red Sox enfrentou o New York Yankees.